# Flavio Zandoná
Flavio Gabriel Zandoná (Zárate, 8 de abril de 1967) é um ex-futebolista argentino que atuava como lateral-direito.
Sua carreira é mais ligada ao Vélez Sarsfield, clube que defendeu entre 1994 e 2000, com 142 partidas disputadas e 9 gols. Se destacou também com a camisa do San Lorenzo, equipe onde iniciou a carreira, em 1990.
Zandoná, que chegou a ser emprestado ao clube mexicano Veracruz em 1998, teve passagens apagadas por Avispa Fukuoka e Cerro Porteño, e em 2001 assinou pelo América Mineiro, onde encerrou sua carreira aos 34 anos.

## Briga em jogo da Supercopa
Nas oitavas de final da Supercopa Sul-Americana de 1995, disputada entre Vélez Sársfield e Flamengo, Zandoná ficou mundialmente conhecido por um lance com o atacante Edmundo.
Segundo publicação da Folha de S. Paulo (1995), houve a seguinte sequência: Zandoná deu uma cotovelada em Edmundo; percebendo sangue, o jogador do Flamengo deu-lhe um tapa; o argentino devolveu com outro tapa e, após Ed dar as costas, deu um soco em seu rosto, que o derrubou; Romário deu uma voadora em Zandoná; seguiu-se uma batalha campal. A cotovelada ocorreu em uma tentativa de drible de Ed em Flavio.
Um grupo de torcedores, "Los 100 barrios", fez um mural pintado nas proximidades do Estádio José Amalfitani e uma bandeira com o famoso soco. A torcida do Flamengo, por sua vez, fez uma bandeira com o golpe de Romário, para um jogo contra o Vélez, em 2021, mas que acabou sendo retirada.

## Títulos Nacionais
- Campeonato Argentino: 3 (Apertura 1995, Clausuras 1996 e 1998)
- Libertadores: 1 (1994)
- Copa Intercontinental: 1 (1994)
- Supercopa Sul-Americana: 1 (1995)
- Recopa Sul-Americana: 1 (1998)